# Marcello Semeraro
Marcello Semeraro (Monteroni di Lecce, 22 december 1947) is een Italiaans geestelijke en een kardinaal van de Rooms-Katholieke Kerk, werkzaam voor de Romeinse Curie.
Semeraro werd geboren in Monteroni, in de Italiaanse provincie Lecce. Op 8 september 1971 werd hij priester gewijd. Hij studeerde theologie aan de Pauselijke Lateraanse Universiteit in Rome en promoveerde in 1980.
Op 25 juli 1998 werd Semeraro benoemd tot bisschop van Oria; zijn bisschopswijding vond plaats op 29 september 1998. In 2001 doceerde Semeraro aan de Lateraanse Universiteit. Paus Johannes Paulus II koos hem in dat jaar ook als speciale secretaris voor de tiende bisschoppensynode, waarin de rol van de bisschoppen in de samenleving centraal stond. Op 1 oktober 2004 werd hij benoemd tot bisschop van het suburbicair bisdom Albano. Hij was adviseur van Congregatie voor de Clerus en de Italiaanse bisschoppenconferentie.
Op 13 april 2013 werd Semeraro benoemd tot secretaris van de Raad van Kardinalen, die tot taak kreeg de paus te adviseren over de inrichting van het bestuur van de Kerk en voorstellen te bestuderen om de apostolische constitutie Pastor Bonus, te herzien. Op 4 november 2013 werd hij tevens aangesteld als apostolisch administrator ad nutum Sanctae Sedis van de territoriale abdij van Santa Maria di Grottaferrata.
Semeraro werd op 15 oktober 2020 benoemd als prefect van de Congregatie voor de Heilig- en Zaligsprekingsprocessen. Hij werd tevens bevorderd tot aartsbisschop ad personam.
Semeraro werd tijdens het consistorie van 28 november 2020 kardinaal gecreëerd. Hij kreeg de rang van kardinaal-diaken. Zijn titeldiakonie werd de Santa Maria in Domnica.
De Congregatie voor de Heilig- en Zaligsprekingsprocessen werd in 2022 opgeheven bij de invoering van de apostolische constitutie Praedicate Evangelium. De taken en bevoegdheden van de congregatie werden toegewezen aan de nieuw ingestelde Dicasterie voor de Heiligverklaringen, waarvan Semeraro de eerste prefect werd.
- Biblioteca Nacional de España: XX1668157
- Bibliothèque nationale de France: cb13772312j (data)
- Gemeinsame Normdatei: 1059357445
- International Standard Name Identifier: 0000 0000 0298 071X
- Library of Congress Control Number: no2016017217
- Réseau des bibliothèques de Suisse occidentale: 02-A003820850
- Istituto Centrale per il Catalogo Unico: CFIV114070
- Système universitaire de documentation: 066889103
- Virtual International Authority File: 19862583
- WorldCat: E39PBJwdgCT6wtx9jBD9pBYHG3